# Zakrzewo (gmina Zakrzewo)
Zakrzewo – wieś w Polsce, położona w województwie kujawsko-pomorskim, w powiecie aleksandrowskim. Siedziba gminy Zakrzewo.

## Podział administracyjny
W latach 1975–1998 miejscowość należała administracyjnie do województwa włocławskiego.

## Demografia
W roku 2009 liczyło 849 mieszkańców. Według Narodowego Spisu Powszechnego było ich nieco więcej, 850 osób. Jest największą miejscowością gminy Zakrzewo.

## Zabytki
Według rejestru zabytków NID na listę zabytków wpisane są:
- drewniany kościół parafialny pw. św. Józefa z 1745, nr rej.: 314 z 1.06.1955
- zespół dworski, poł. XIX w. - 1930, nr rej.: 205/A z 5.05.1986:
  - dwór
  - park, XIX w.
  - dom strażnika granicznego, 2 poł. XIX w.

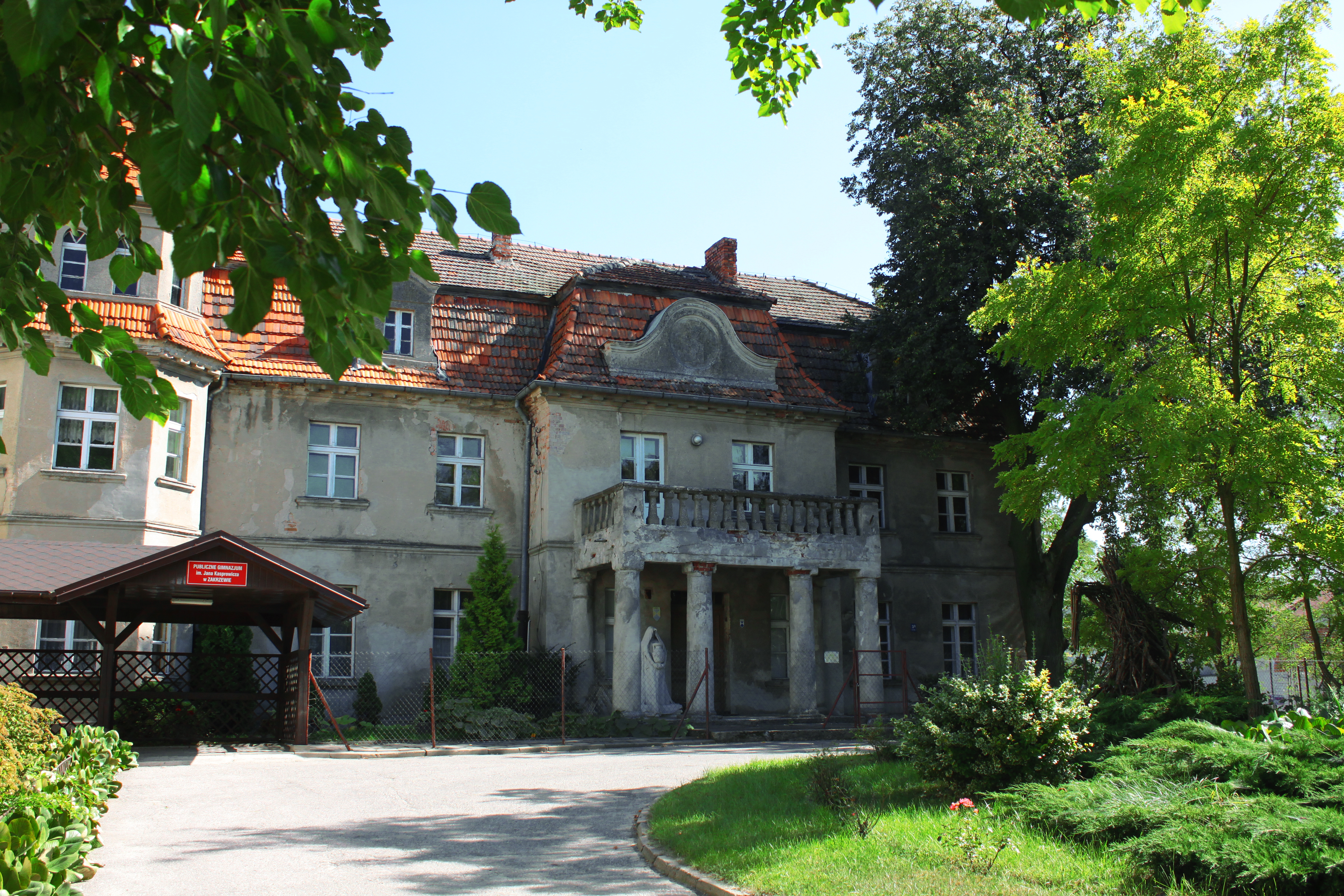
Dwór, obecnie szkoła
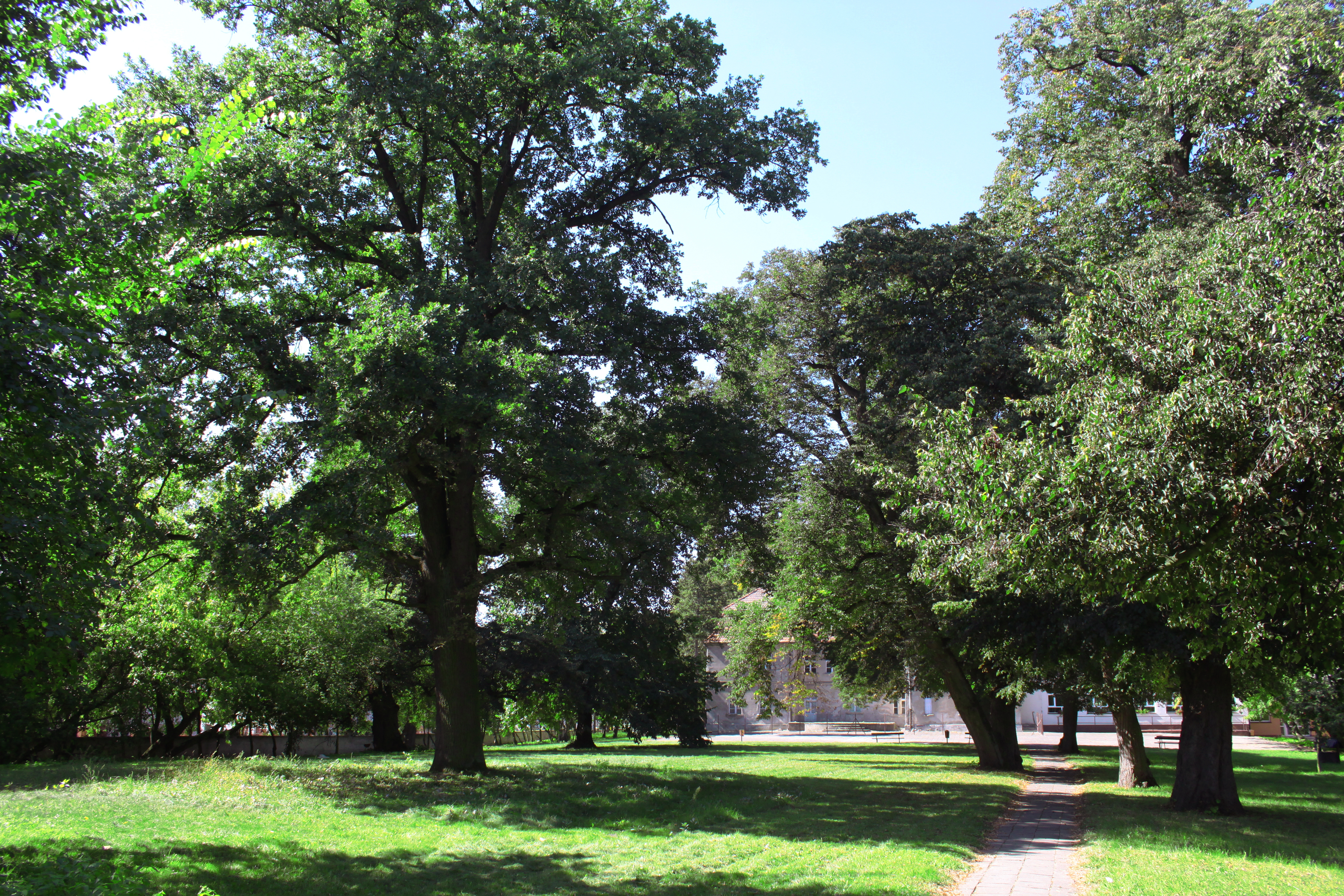
Park dworski
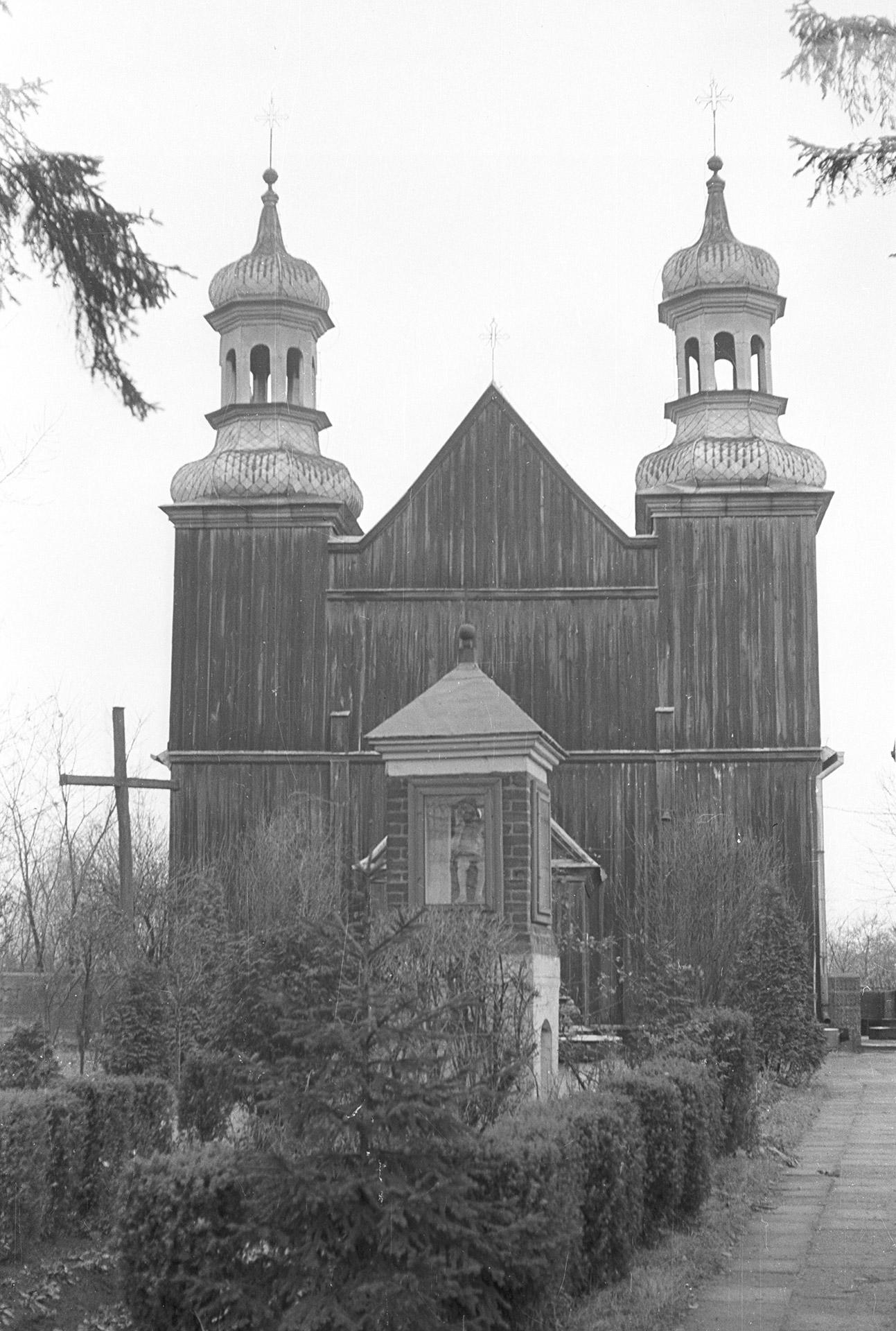
Kościół pw. św. Józefa – fotografia Bogusława Linette z 1974
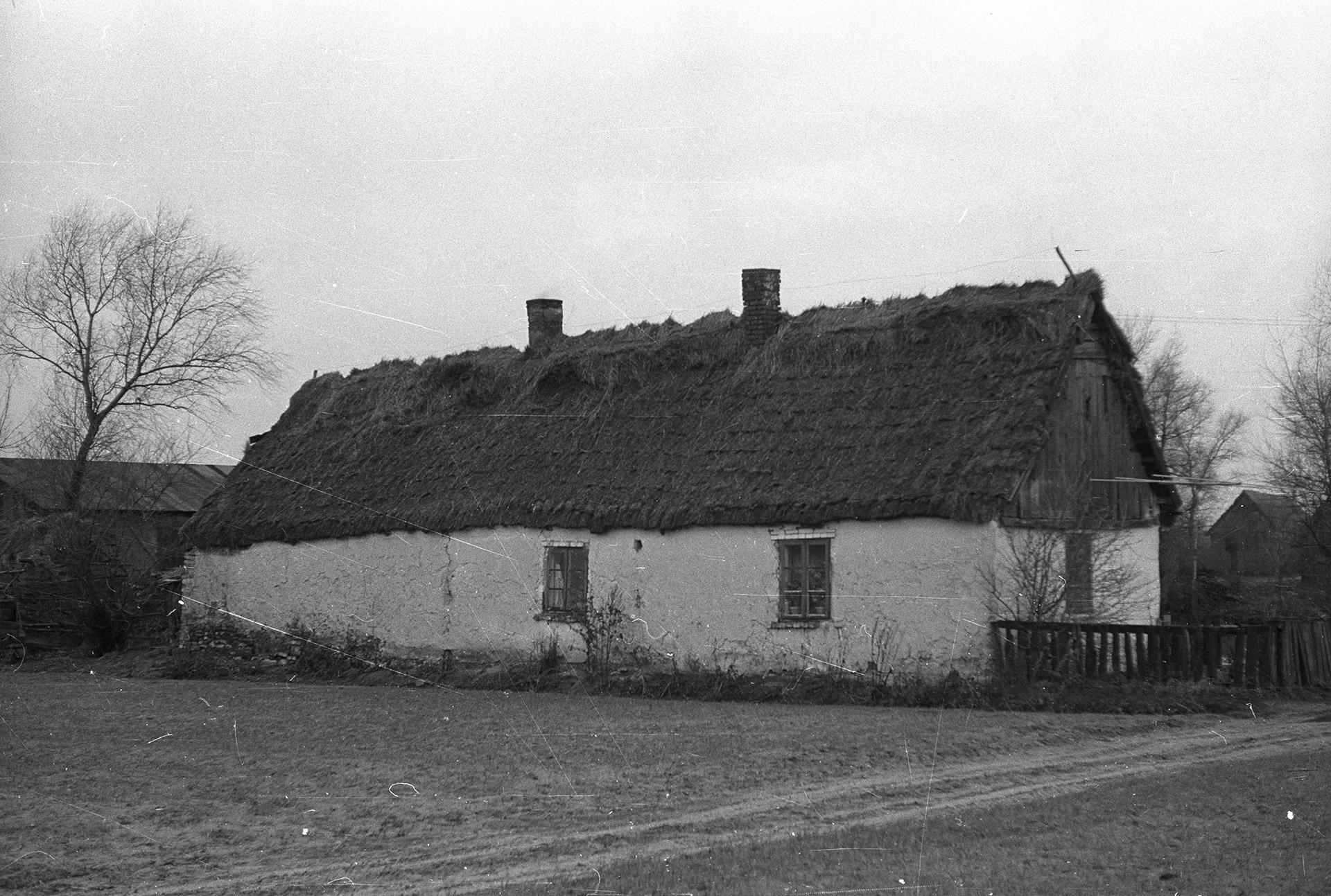
Chałupa gliniana kryta słomą – fotografia Bogusława Linette z 1974